# Aartsbisdom Cebu

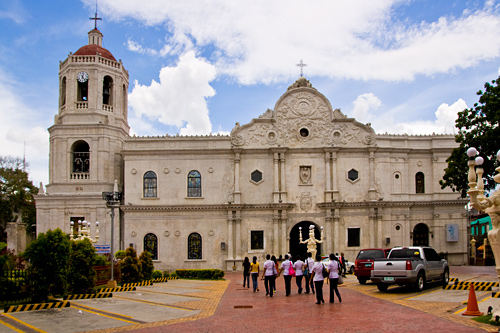
Kathedraal van Cebu

Het aartsbisdom Cebu (Latijn: Archidioecesis Nominis Iesu o Caebuana) is een van de 16 rooms-katholieke aartsbisdommen van de Filipijnen en vormt samen met haar vier suffragane bisdommen de kerkprovincie Cebu. Het gebied van het aartsbisdom Cebu omvat de gehele provincie Cebu (Cebu en de 167 eilanden daaromheen). De suffragane bisdommen zijn bisdom Tagbilaran en bisdom Talibon in Bohol, bisdom Dumaguete in Negros Oriental en bisdom Maasin in Southern Leyte. De metropolitane kathedraal van Cebu is de Cebu Metropolitan Cathedral. De aartsbisschop van Cebu en tevens de metropoliet van de kerkprovincie Cebu is sinds 2010 Jose Palma. Het aartsbisdom had in 2023 een totaal aantal van 4.678.000 geregistreerde gedoopte katholieken.

## Geschiedenis
Cebu behoorde oorspronkelijk tot het bisdom Manilla, dat op 6 februari 1579 was gecreëerd als suffragaan bisdom van Mexico. Toen het bisdom van Manilla werd verheven tot aartsbisdom door Paus Clemens VIII werd Cebu op 14 augustus 1595 als suffragaan bisdom gecreëerd, samen met Nueva Caceres en Nueva Segovia. De eerste bisschop was de Augustijn Pedro Agurto. Op 28 april 1934 werd het bisdom verheven tot aartsbisdom met de bisdommen Dumaguete, Maasin, Tagbilaran, en Talibon als suffragane bisdommen.

## Bisschoppen[2]

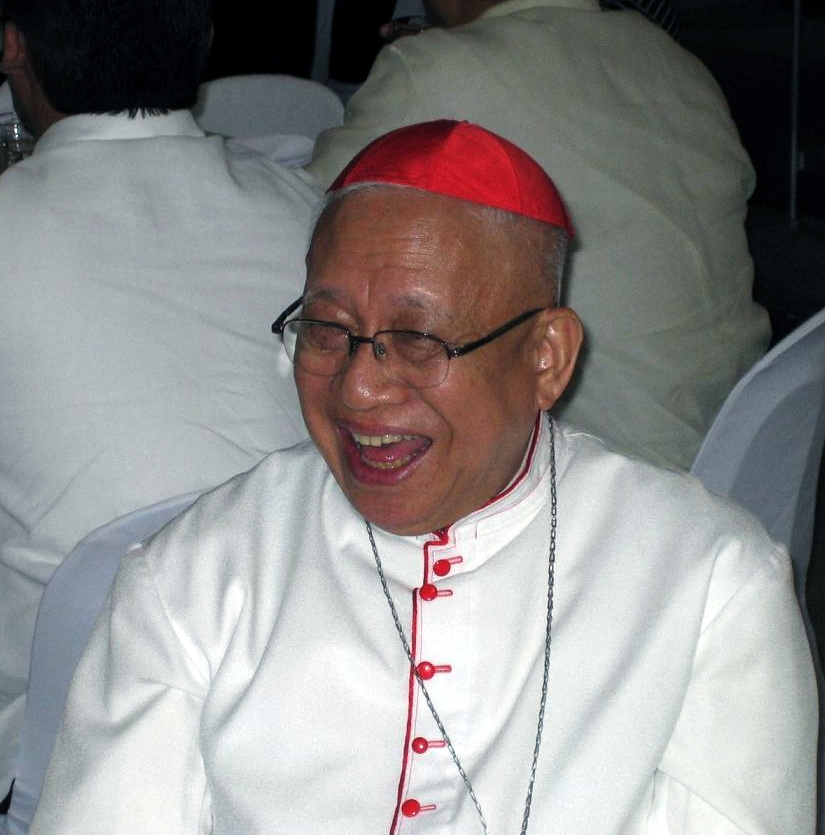
kardinaal Ricardo Vidal

- Pedro de Agurto (30 aug 1595 - 14 okt 1608)
- Pedro Arce (17 sep 1612 - 16 okt 1645)
- Juan Velez (26 jan 1660 - 1662)
- Juan López (23 apr 1663 - 14 nov 1672)
- Diego de Aguilar (16 nov 1676 - 1 okt 1692)
- Miguel Bayot (13 mei 1697 - 28 aug 1700)
- Pedro Sanz de la Vega y Landaverde (26 jan 1705 - 17 dec 1717)
- Sebastián Foronda (2 mar 1722 - 20 mei 1728)
- Manuel de Ocio y Campo (20 jan 1734 - 21 jul 1737)
- Protacio Cabezas (29 aug 1740 - 3 feb 1753)
- Miguel Lino de Ezpeleta (18 jul 1757 - 1771)
- Mateo Joaquin Rubio de Arevalo (13 nov 1775 - 1788)
- Ignacio de Salamanca (24 sep 1792 - feb 1802)
- Joaquín Encabo de la Virgen de Sopetrán (20 aug 1804 - 8 nov 1818)
- Francisco Genovés (21 mar 1825 - 1 aug 1827)
- Santos Gómez Marañón (28 sep 1829 - 23 okt 1840)
- Romualdo Jimeno Ballesteros (19 jan 1846 - 17 mar 1872)
- Benito Romero (28 Jan 1876 - 4 Nov 1885)
- Martín García y Alcocer (7 jun 1886 - 30 jul 1904)
- Thomas A. Hendrick (17 jul 1903 - 29 nov 1909)
- Juan Bautista Gorordo (2 apr 1910 - 19 jun 1931)
- Gabriel Reyes (29 jul 1932 - 25 aug 1949)
- Julio Rosales (17 dec 1949 - 24 aug 1982)
- Ricardo Vidal (24 aug 1982 - 15 okt 2010)
- Jose Palma (15 okt 2010 - heden)

## Kerken en heiligdommen
- Kathedraal

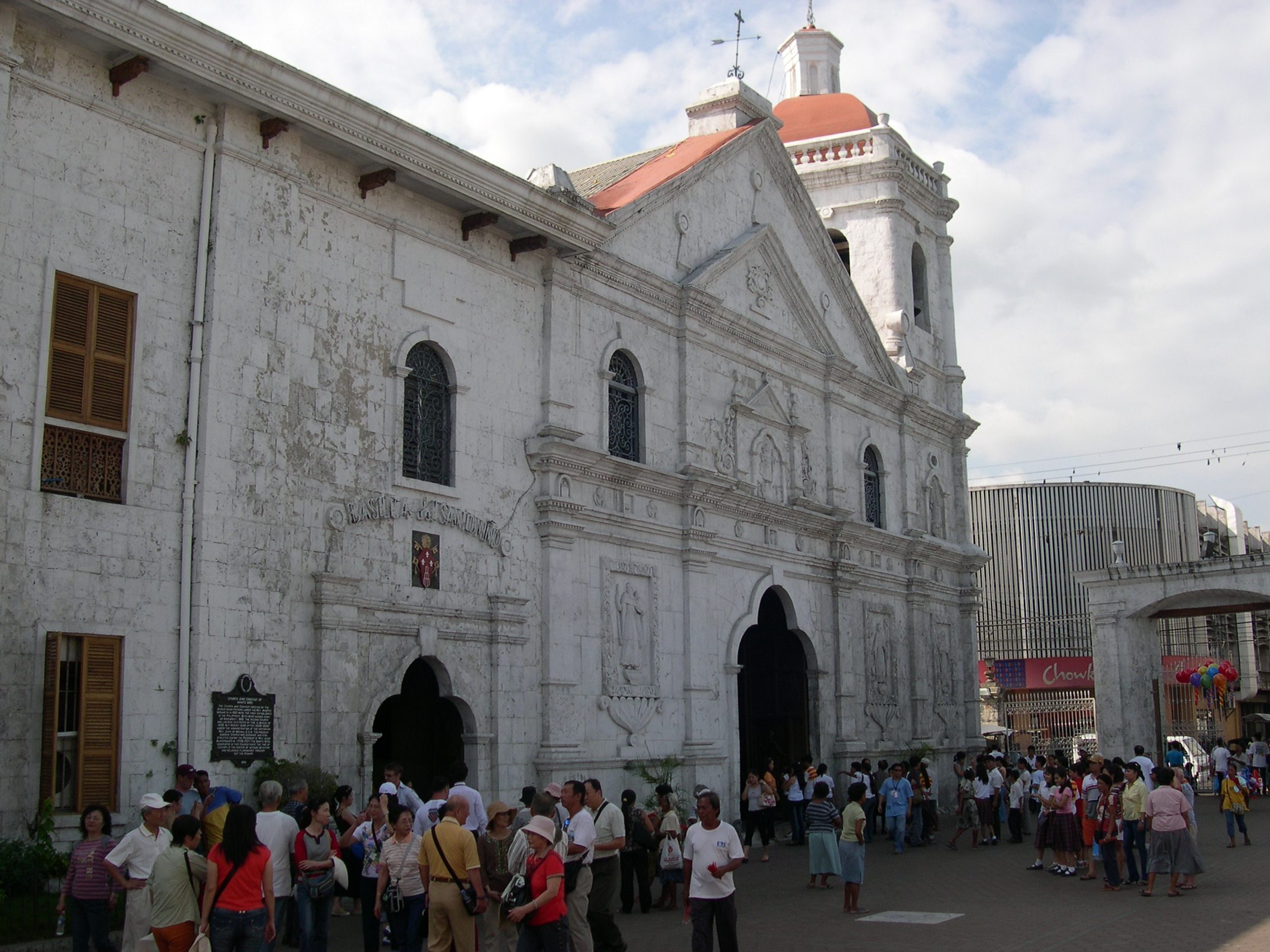
Basilica Minore del Santo Niño, Cebu City

  - Metropolitan Cathedral of the Holy Guardian Angels
- Basilica minor
  - Basilica Minore del Santo Niño de Cebu
- Heiligdommen van het aartsbisdom
  - Our Lady of Guadalupe Parish Church
  - Virgen dela Regla Parish Church
  - St. Anne Parish Church
  - St. Joseph the Worker Parish Church
  - Blessed Pedro Calungsod Church